# Tampèlga-Yarcé
Pour les articles homonymes, voir Tampèlga et Yarcé.
Tampèlga-Yarcé est une localité située dans le département de Kaya de la province du Sanmatenga dans la région Centre-Nord au Burkina Faso.

## Géographie
Tampèlga-Yarcé est situé à 3 km au sud-est de Napalgué, à environ 25 km au nord-ouest du centre de Kaya, la principale ville de la région. Le village est à environ 10 km au nord de la route régionale 14 reliant Kaya à Mané.

## Éducation et santé
Le centre de soins le plus proche de Tampèlga-Yarcé est le centre de santé et de promotion sociale (CSPS) de Napalgué tandis que le centre hospitalier régional (CHR) se trouve à Kaya.